# 沙達特時期
沙達特時期為第三任埃及總統安瓦爾·沙達特統治下的埃及，其正式國名為阿拉伯埃及共和國，是繼第二任埃及總統納賽爾·海珊去世後的埃及總統。在安瓦爾·沙達特於1970年10月15日當選埃及總統，到沙達特於1981年10月 6日被伊斯蘭原教旨主義軍官暗殺，統治埃及長達11年。雖然在納賽爾去世前自稱是納賽爾主義者，但在成為總統後，沙達特打破了自1952年埃及革命以來治理埃及政治的許多國內和外交政策意識形態的核心原則。通過第43號法律放棄了納賽爾的許多經濟和政治原則政策，打開國門展開開放政策，沙達特結束了埃及與蘇聯的戰略夥伴關係，轉而與美國建立新的戰略關係，啟動了與以色列國的和平進程，以換取所有以色列軍隊和定居者撤離埃及領土，並製定了埃及的一種政治意識，雖然與埃及革命前的民主制度相去甚遠，但允許在埃及政治中有一些多黨代表。薩達特的任期內還產生了政府腐敗的加劇以及貧富差距的擴大，這兩者都將成為他的繼任者胡斯尼·穆巴拉克總統任期的標誌。

## 統治

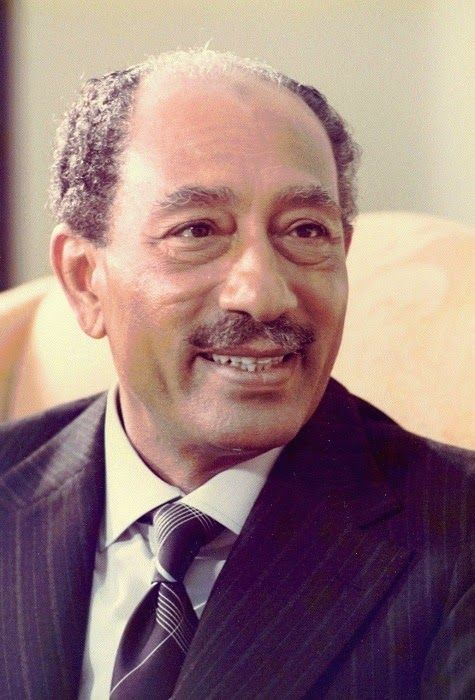
安瓦爾·沙達特

### 初期
納賽爾死後，另一位參與埃及革命運動自由軍官的領導者，當時的副總統安瓦爾·沙達特當選為埃及總統。納賽爾在政府中的支持者將沙達特定為過渡人物他們相信沙達特可以輕易被操縱。薩達特缺乏納賽爾的個人魅力和知名度並且既沒有激發敬畏也沒有激發嫉妒。然而，他的任期很長，對埃及的想法也發生了許多變化。通過一些精明的政治舉措，他發起一場矯正革命，清洗了政府、政敵、納賽爾主義者。曾被納賽爾鎮壓的伊斯蘭運動在沙達特鼓動下開始興起。將伊斯蘭主義者視為社會保守派，沙達特給予他們相當大的文化和意識形態自主以換取政治支持。
在1967年的六日戰爭之後，埃及在蘇伊士運河地區發動了一場消耗戰。1971年，也就是這場戰爭爆發的第四年，沙達特在一封信中批准了聯合國談判代表岡納爾·賈林的和平建議，期望以色列撤回其戰前邊界的基礎上與以色列實現全面和平。這一和平倡議失敗了，因為以色列和美國都沒有接受當時討論的條款，為以色列提供更多與埃及的談判並歸還西奈半島的動力，也因為蘇聯拒絕了沙達特提供更多軍事支持的請求，薩達特將蘇聯軍事顧問驅逐出埃及，並著手加強埃及的軍隊以重新與以色列對抗。

### 十月戰爭
1971年，沙達特與蘇聯締結友好條約，但一年後命令蘇聯顧問離開。蘇聯與美國關係緩和，並阻止埃及攻擊以色列。沙達特支持與以色列再次開戰，希望重新奪回西奈半島並重振這個在1967年戰爭中士氣低落的國家。他希望至少對以色列人的有限勝利能有效改變現狀。沙達特在戰前幾個月發動外交行動，到1973年秋天已經有一百多個國家支持埃及發動戰爭，其中包括阿拉伯國家聯盟、不結盟運動和非洲統一組織。敘利亞也同意與埃及一起進攻以色列。
埃及武裝部隊在1973年10月 6日發動巴德爾計畫取得初步勝利，推進了15公里，達到了本國空軍安全覆蓋範圍縱深。在將以色列軍隊於第一回戰敗後，埃及軍隊決定立即深入西奈沙漠。儘管損失慘重，他們還是繼續前進，使軍隊在戰爭間出現缺口。這個缺口被阿里埃勒·沙龍領導的坦克師利用，他和他的坦克成功地滲透到埃及的土地上，到達了蘇伊士。與此同時，美國啟動戰略空運，向以色列提供替代武器和物資，並撥款22億美元緊急援助。石油輸出國組織以沙特阿拉伯為首的石油部長們以對美國實施石油禁運作為報復。一項得到美國和蘇聯支持的聯合國決議呼籲結束敵對行動，開始和平談判。1974年 3月 5日，以色列從蘇伊士運河西側撤出最後一支軍隊，12天后，阿拉伯石油部長宣布結束對美國的禁運。對於沙達特和許多埃及人來說，這場戰爭被視為一場胜利，因為埃及最初的成功恢復了埃及人的榮譽，並導致與以色列人進行和平談判，最終使埃及重新奪回西奈半島，以換取和平協議。

### 國內政策
在沙達特統治期間，埃及人開始從國外獲得更多收入。1974年至1985年間，超過300萬埃及人包括建築工人、勞工、機械師、水管工、電工以及年輕教師和會計師移居波斯灣地區。這些工人的資本讓埃及的家庭能夠買得起冰箱、電視機、錄像機、汽車和房屋。
此外國內政策還包括恢復正當程序和禁止法律酷刑。沙達特解散了大部分現有的政治機器，並審判了一些被指控在納賽爾時代犯下過激罪行的前政府官員。沙達特在1970年代中期試圖擴大對政治進程的參與，但後來放棄了這一目標。在他生命的最後幾年，埃及因對沙達特統治的不滿和宗派緊張局勢而引發的暴力事件飽受摧殘，經歷了新的鎮壓措施，包括法外逮捕。

### 第43號法律
第43號法律又稱因菲塔或1974年第43號法律，原名為阿拉伯語的 انوتاح infitāḥ（Infitah），是埃及在沙達特統治期間，1974年通過的一項政策，意思為「開放」。沙達特利用他在埃及人民中的巨大聲望，試圖推動結束納賽爾主義及社會主義控制的大規模經濟改革。沙達特引入了更大的政治自由和新的經濟政策，其中最重要的就是Infitah也就是「開放」。這鬆綁了政府對經濟的控制並鼓勵私人投資。雖然改革創造了富有與成功的上層階級和一小部分中產階級，但這些改革對開始對沙達特統治越來越不滿的普通埃及人影響不大。1977年，因菲塔政策導致大規模自發騷亂，稱為「麵包暴動」當國家宣布取消對基本食品的補貼時，涉及數十萬埃及人。因菲塔被批評為「帶來瘋狂的租金、土地投機、通貨膨脹和腐敗」的失敗改革。

## 外交

### 國際關係
在對外關係上，沙達特也從納賽爾時代開始了重大變革。沙達特通過談判將埃及從與以色列的對抗政策轉變為和平妥協的政策。繼1974年和1975年簽署西《西奈脫離接觸協議》之後，沙達特於1977年11月訪問耶路撒冷，為取得進展開闢了新的契機。這導緻美國總統吉米·卡特邀請沙達特和以色列總理梅納罕·比金開始進入戴維營三方談判，也就是戴維營談判。

### 戴維營協議
戴維營談判其談判結果是歷史性的戴維營協議，由埃及和以色列於1978年 9月17日簽署並由美國作為見證。該協議促使雙方在1979年 3月26日簽署了埃及-以色列和平條約，埃及據此重新控制了西奈半島。在此期間，美埃關係穩步改善，埃及成為美國最大的外援接受國之一。然而，沙達特願意通過與以色列講和來打破僵局，這使他成為了大多數其他阿拉伯國家的眾矢之的，埃及在阿拉伯國家聯盟的會籍被暫停。

### 埃利戰爭
於1977年埃及與利比亞進行了一場短暫的邊界戰爭，稱為埃利戰爭。

### 烏坦戰爭
據報導，1978年10月，在烏干達入侵坦桑尼亞時，向烏干達總統伊迪·阿明提供了軍事裝備形式的援助。據研究員馬克·亞里德介紹，烏坦戰爭期間，埃及是向烏干達提供多形式援助的國家之一。

## 伊斯蘭主義復興

### 背景
沙達特的前任總統納賽爾在埃及敗於以色列之手後的首次公開演講中呼籲宗教在社會中發揮更重要的作用。據說這句台詞引起了埃及觀眾熱烈的掌聲，三年後的1970年代開始時，宗教信仰在埃及方興未艾。男性留鬍子和女性戴頭巾變得更受歡迎。宗教節目出現在國家電視台和廣播中。伊斯蘭傳教士如謝赫·穆罕默德·梅特瓦利·沙拉維開始成為流行埃及文化的象徵。 表演或著作伊斯蘭教的小說、戲劇、科幻小說和哲學書籍，通常是由世俗主義的皈依者所著。伊斯蘭的復興使更多的人參加祈禱非國家控制的小型清真寺舉情的活動，但也與少數科普特基督徒發生了一些衝突。
觀察家將復興歸因於對阿拉伯民族主義的失望，埃及1967年的慘敗就是例證；1973年戰爭的勝利與真主至大的虔誠的戰鬥口號；以及沙特 瓦哈比教的傳教熱情，在1974年石油危機之後，石油助長了這種熱情。

### 伊斯蘭主義影響
沙達特對納賽爾時代的另一個改變是向伊斯蘭復興低頭。沙達特放寬了對穆斯林兄弟會的限制，允許其出版月刊《al-Dawa》，該雜誌定期出版直到 1981年 9月。1971年關押伊斯蘭主義者的集中營被關閉，當局開始逐步釋放被關押的穆斯林兄弟會成員，儘管該組織本身仍然是非法的；在1975年的大赦中，最後一批仍在獄中的人重獲自由。

### 伊斯蘭人民組織
沙達特還認為伊斯蘭主義者，尤其是伊斯蘭人民組織是對他的馬克思主義和阿拉伯左翼反對派的有用平衡，學生團體特別直言不諱和活躍。從1973年到1979年，伊斯蘭人民組織從一個少數群體發展成「完全控制大學」，使左翼組織勢力削弱。
1970年代後期，沙達特開始稱自己為「信徒的總統」，並在名字安瓦爾·沙達特前署名穆罕默德，更名為穆罕默德·安瓦爾·沙達特，他命令埃及國營電視台每天五次在屏幕上打斷宣禮節目，並增加宗教節目。在他的統治下，當地官員禁止在埃及26個省份中一半以上的外國遊客場所銷售酒類。
然而，伊斯蘭主義者開始與支持婦女權利和反對強制戴頭巾的沙達特政府發生衝突。他們尤其反對他所謂的「與猶太人的可恥和平」，也就是與以色列的戴維營協議。到1970年代後期，政府轉而反對伊斯蘭教。1981年 6月，在開羅貧窮的al-Zawaiyya Al Hamra地區發生了殘酷的教派穆斯林-科普特人鬥爭之後，國家解散了伊斯蘭人民組織，他們的基地被摧毀，的領導人被捕。
根據記者勞倫斯·賴特的採訪和收集的信息，激進的伊斯蘭組織埃及伊斯蘭聖戰組織正在招募軍官和購買武器，等待合適的時機在埃及發動起義徹底推翻現有政府，殺害主要國家領導人，奪取政權機構的重要總部，傳播伊斯蘭政變的消息，他們希望在全國發動一場反對世俗權威的民眾起義。

## 終結

### 沙達特遇刺
1981年 2月，一名攜帶重要信息的特工被捕，埃及當局注意到聖戰組織的計劃。9月，薩達特下令對1500多人進行圍捕，其中包括許多聖戰組織成員，還有科普特教皇和其他科普特神職人員、知識分子和各種意識形態活動家。所有非政府媒體也被禁止。此次圍捕遺漏了由哈立德·伊斯拉姆布利中尉領導的軍隊中的一個聖戰小組，他於同年10月成功暗殺了安瓦爾·沙達特。至此沙達特時期結束，副總統胡斯尼·穆巴拉克成為沙達特的繼任者，擔任新任埃及總統。